# Степан Дропан
Степа́н Дропа́н — перший відомий український друкар, що працював у Львові у XV столітті За повідомленням монахів (1791), 1460 року подарував львівському Онуфріївському монастирю свою власну друкарню.

## Дослідження
За дослідженнями українських та закордонних учених (Д. Зубрицький, І. Огієнко, Я. Запаско, О. Мацюк та ін.) [яких?] у середині XV століття у Львові працювала друкарня Степана Дропана, заможного львівського міщанина, який, судячи з архівних документів, подарував згодом цю друкарню Свято-Онуфріївському монастирю. Свого часу друкарня потрапила до Степана Дропана завдяки його тестю — Йогану Зоммерштайну, пам'ять про котрого залишилася у львів'ян дещо трансформованими назвами — передмістя Замарстинів та вулиці Замарстинівської.[джерело?]
Ці факти дають науковцям підстави вважати, що українське друкарство почалося у Львові у XV столітті. і мало корені з тогочасних німецьких князівств, а не з Московії XVI століття, як на тому наполягають науковці Росії.
Саме до монастиря Святого Онуфрія через 112 років, у 1572 році, приїхав Іван Федорович, щоб відродити друкарство в місті. Про це, зокрема, свідчать слова з післямови «Апостола» (1574), викарбувані також на надгробку Федоровича. У перекладі І. Крип'якевича цей напис звучить так: 
| «Іван Федорович, друкар Москвитин, котрий своїм заходом занедбане друкарство обновив.» |